# Canton de Dijon-7
Le canton de Dijon-7 était une division administrative française située dans le département de la Côte-d'Or et la région Bourgogne-Franche-Comté.

## Géographie
Ce canton était organisé autour de Dijon dans l'arrondissement de Dijon. 

## Histoire
Ce canton a existé de 1973 à 2015.

## Représentation
| Période | Période | Identité         | Étiquette    | Qualité |
| ------- | ------- | ---------------- | ------------ | --- |
| 1973    | 1994    | Maurice Lombard  | UDR puis RPR | Professeur Suppléant du député Henry Berger (1962-1981) Sénateur de la Côte-d'Or (1980 à 1998), conseiller municipal (1968-1995) et 1er adjoint au maire (1977-1983) de Dijon                       |
| 1994    | 2008    | Bernard Depierre | RPR puis UMP | Consultant Suppléant du député Robert Poujade (1997-2002) - Député de la 1re circonscription de la Côte-d'Or (2002-2012), conseiller municipal (1977-2002) et adjoint au maire (1983-2001) de Dijon |
| 2008    | 2015    | Alain Millot     | PS           | Éducateur de la Protection judiciaire de la jeunesse Maire de Dijon (avril 2014-juillet 2015) |

## Composition
Le canton de Dijon-7 était constitué d'une portion de commune :
| Communes | Population (2012) | Code postal | Code Insee |
| -------- | ----------------- | ----------- | ---------- |
| Dijon    | 23 445 (1)        | 21000       | 21231      |

(1) fraction de commune.

## Démographie
| 1975 | 1982 | 1990   | 1999   | 2006   | 2011   | 2012   |
| ---- | ---- | ------ | ------ | ------ | ------ | ------ |
| -    | -    | 19 613 | 23 163 | 23 445 | 24 650 | 24 543 |